# Прогестерон
Прогестеронът е стероиден хормон, участващ в менструалния цикъл, бременността и ембриогенезата при хората и другите видове. Прогестеронът влиза в клас на хормони, наречени прогестогени. Той не трябва да се бърка с прогестините, които са синтетично получени прогестогени.
Прогестеронът се синтензира в надбъбречните жлези, половите жлези (особено след овулация в жълтото тяло), мозъка и по време на бременност в плацентата. Хормонът подготвя лигавицата на матката за приемане на зародиша и контролира нормалното протичане на бременността.